# Marita Lindahl
Marita Lindahl fue una modelo, emprendedora y reina de belleza finlandesa que ganó Miss Mundo 1957 y la tercera nórdica; después de Suecia.

## Trayectoria
Fue coronada Miss Mundo Finlandia 1957 por Miss Mundo Finlandia 1956, Sirpa Helena Koivu. Lindahl fue descrita por el director del concurso Eric Morley como poseedora de "la inquietante belleza y la intriga de una Greta Garbo". Fue primera finalista de Miss Europa 1957 siendo pasada por la neerlandesa Corine Rottschäfer también ganadora de Miss Mundo en 1959. Después de su coronación, a menudo se la compara con la Princesa de Mónaco, Grace Kelly.

## Vida después de los concurso de belleza
Se casó con el periodista radiofónico finlandés Martti Kirsitie en 1970. Dio a luz a un niño en 1972. Se mudó a Inglaterra en 1984 con su familia. Ella muere el 21 de marzo de 2017 de un ataque epiléptico a la edad de 78 años en Oxford, Inglaterra. Su muerte no se reveló al público hasta junio de 2017 después de que su esposo compartió su carta en su honor.